# Nyalian
Nyalian is een bestuurslaag in het regentschap Klungkung van de provincie Bali, Indonesië. Nyalian telt 4636 inwoners (volkstelling 2010).